# Estructura MOS

Estructura Metall-òxid-semiconductor construïda amb un substrat de silici tipus p (estructura NMOS)

L'estructura MOS (Metal-Oxide-Semiconductor) consisteix en un condensador, en el que una de les armadures és metàl·lica, anomenada "porta", el dielèctric es forma amb un òxid del semiconductor del substrat, i l'altra armadura és un semiconductor, que anomenarem substrat. L'estructura MOS és de gran importància dins dels dispositius d'estat sòlid, ja que forma els transistors MOSFET, base de l'electrònica digital actual. Però, a part d'això, és el pilar fonamental dels dispositius de càrrega acoblada, CCD, tan comuns en la fotografia i cinema digitals. Tanmateix, funcionant com condensador és responsable d'emmagatzemar la càrrega corresponent als bits de les memòries dinàmiques. Components d'aquesta tecnologia, s'utilitzen com condensadors de precisió en electrònica analògica i microones.

## Capacitat MOS

Capacitància normalitzada de l'estructura MOS en funció de la tensió de comporta

En un condensador de capacitat C, apareix una càrrega Q, donada per l'expressió: Q = C*V ', on V és la tensió entre armadures. En el condensador MOS, la tensió entre la porta i el substrat fa que adquireixi la càrrega Q, que apareix a banda i banda de l'òxid. Però en el cas del semiconductor això significa que la concentració de portadors sota la porta varia en funció de la tensió aplicada a aquesta.
Imaginem que tenim el substrat de silici tipus p, és a dir, contenint un excés de forats. El connectem a 0 V, i tenim la porta també connectada a 0 V. En aquestes condicions, no hi ha una variació en la concentració de buits. Quan anem augmentant la tensió de porta, el condensador es va carregant, amb càrrega positiva en la part de la porta i negativa en el substrat que, en el nostre cas de semiconductor p, significa que el nombre de buits va disminuint fins a arribar a la càrrega corresponent a la tensió de porta. Aquesta manera de funcionament es diu deplexió, buidament o empobriment. Podem continuar augmentant la tensió de porta fins que ja no quedin buits a la banda de conducció i el substrat sota la porta es torna aïllant.
Però, si continuem augmentant encara més la tensió, el condensador MOS necessita més càrrega, que els buits ja no poden proporcionar, de manera que apareixen electrons a la banda de conducció, tot i ser el substrat tipus p. Aquest fenomen s'anomena inversió i permet formar canals tipus n dins de semiconductors p. Com més augmentem la tensió, major càrrega introduïm i més avança la capa d'inversió dins del substrat, de manera que la zona sota la porta es va fent cada vegada més conductora.
Tornem a posar la porta a 0 V i anem polaritzant amb valors negatius. Ara la càrrega en el substrat és positiva i el nombre de forats augmenta, de manera que la conductivitat, també. Aquesta manera de funcionament es diu d'acumulació o enriquiment, ja que s'augmenta el nombre de portadors.

### Càrregues en l'òxid
La descripció anterior és teòrica i no s'ajusta al cas real, pel fet que durant el procés de fabricació diverses càrregues queden atrapades en l'òxid que forma l'estructura MOS. Aquesta càrrega és independent de la tensió que s'apliqui a la porta, però influeix sobre el comportament de l'estructura, ja que s'ha de polaritzar la porta per compensar aquesta càrrega abans que el condensador MOS es comporti com s'ha descrit en el paràgraf anterior.
Aquestes càrregues han estat un maldecap per als dissenyadors de circuits integrats MOS, ja que varien de forma no controlada les seves condicions de funcionament. En circuits digitals, se suavitza el problema usant tensions d'alimentació elevades, que s'han anat reduint al poder controlar millor la quantitat de càrrega atrapada. Modificant aquesta càrrega es varia la tensió a la qual es produeix la inversió, de manera que s'ha dissenyat estructures que a zero volts tenen resistència elevada, mentre que altres la tenen reduïda.

### Variacions
Encara que el diòxid de silici és un bon dielèctric i s'obté oxidant el substrat, hi ha altres estructures similars amb altres aïllants, constituint l'estructura MIS ( Metall-Insulator-Semiconductor ). També pot haver-hi diverses capes de dielèctrics diferents, com en el cas de les cel·les MIOS.